# 六浦東
六浦東（むつうらひがし）は、神奈川県横浜市金沢区の地名。現行行政地名は六浦東一丁目から六浦東三丁目。住居表示実施済み区域。

## 地理
六浦の東部に位置し、東端の六浦東1丁目には関東学院大学金沢八景キャンパスおよび系列の中学・高校・小学校がある。

### 面積
面積は以下の通りである。
| 丁目         | 面積（km²） |
| ------------ | ----------- |
| 六浦東一丁目 | 0.442       |
| 六浦東二丁目 | 0.104       |
| 六浦東三丁目 | 0.146       |
| 計           | 0.692       |

### 地価
住宅地の地価は、2025年（令和7年）1月1日の公示地価によれば、六浦東2-17-5の地点で15万9000円/m²となっている。

## 歴史
詳細については、六浦#歴史を参照。

### 沿革
- 2001年（平成13年）10月22日 - 住居表示（金沢区六浦町第一次地区）[7]の実施に伴い、六浦町の一部を分離し、六浦東一丁目〜三丁目を新設する[8]。

### 町名の変遷
| 実施後       | 実施年月日                 | 実施前（各町名ともその一部） |
| ------------ | -------------------------- | ---------------------------- |
| 六浦東一丁目 | 2001年（平成13年）10月22日 | 六浦町（一部）               |
| 六浦東二丁目 | 2001年（平成13年）10月22日 | 六浦町（一部）               |
| 六浦東三丁目 | 2001年（平成13年）10月22日 | 六浦町（一部）               |

## 世帯数と人口
2025年（令和7年）6月30日現在（横浜市発表）の世帯数と人口は以下の通りである。
| 丁目         | 世帯数    | 人口    |
| ------------ | --------- | ------- |
| 六浦東一丁目 | 1,954世帯 | 3,758人 |
| 六浦東二丁目 | 551世帯   | 927人   |
| 六浦東三丁目 | 598世帯   | 1,179人 |
| 計           | 3,103世帯 | 5,864人 |

### 人口の変遷
国勢調査による人口の推移。
| 年                 | 人口  |
| ------------------ | ----- |
| 2005年（平成17年） | 7,493 |
| 2010年（平成22年） | 7,071 |
| 2015年（平成27年） | 6,641 |
| 2020年（令和2年）  | 6,220 |

### 世帯数の変遷
国勢調査による世帯数の推移。
| 年                 | 世帯数 |
| ------------------ | ------ |
| 2005年（平成17年） | 3,181  |
| 2010年（平成22年） | 3,223  |
| 2015年（平成27年） | 3,121  |
| 2020年（令和2年）  | 3,184  |

## 学区
市立小・中学校に通う場合、学区は以下の通りとなる（2024年11月時点）。
| 丁目         | 番・番地等                                                    | 小学校               | 中学校             |
| ------------ | ------------------------------------------------------------- | -------------------- | ------------------ |
| 六浦東一丁目 | 全域                                                          | 横浜市立瀬ヶ崎小学校 | 横浜市立六浦中学校 |
| 六浦東二丁目 | 1番〜22番8号 22番21〜74号 23番1号 23番18〜56号まで 24番、25番 | 横浜市立瀬ヶ崎小学校 | 横浜市立六浦中学校 |
| 六浦東二丁目 | 22番10〜14号 23番5〜8号                                       | 横浜市立大道小学校   | 横浜市立六浦中学校 |
| 六浦東三丁目 | 14番 15番7〜17号 16番10号 16番12〜19号                        | 横浜市立六浦南小学校 | 横浜市立六浦中学校 |
| 六浦東三丁目 | 1〜13番 15番1〜6号 15番19〜25号 16番1〜9号 16番11号 17〜29番  | 横浜市立瀬ヶ崎小学校 | 横浜市立六浦中学校 |

## 事業所
2021年（令和3年）現在の経済センサス調査による事業所数と従業員数は以下の通りである。
| 丁目         | 事業所数  | 従業員数 |
| ------------ | --------- | -------- |
| 六浦東一丁目 | 73事業所  | 3,767人  |
| 六浦東二丁目 | 21事業所  | 137人    |
| 六浦東三丁目 | 34事業所  | 256人    |
| 計           | 128事業所 | 4,160人  |

### 事業者数の変遷
経済センサスによる事業所数の推移。
| 年                 | 事業者数 |
| ------------------ | -------- |
| 2016年（平成28年） | 134      |
| 2021年（令和3年）  | 128      |

### 従業員数の変遷
経済センサスによる従業員数の推移。
| 年                 | 従業員数 |
| ------------------ | -------- |
| 2016年（平成28年） | 3,911    |
| 2021年（令和3年）  | 4,160    |

## 交通
- 国道16号

## 施設
- 関東学院大学 金沢八景キャンパス
- 関東学院六浦中学校・高等学校
- 関東学院六浦小学校
- 横浜創学館高等学校
- 横浜南共済病院

## その他

### 日本郵便
- 郵便番号 : 236-0037[3]（集配局：横浜金沢郵便局[16]）

### 警察
町内の警察の管轄区域は以下の通りである。
| 丁目         | 番・番地等 | 警察署     | 交番・駐在所 |
| ------------ | ---------- | ---------- | ------------ |
| 六浦東一丁目 | 全域       | 金沢警察署 | 六浦交番     |
| 六浦東二丁目 | 全域       | 金沢警察署 | 六浦川交番   |
| 六浦東三丁目 | 全域       | 金沢警察署 | 六浦川交番   |